# محمد تقی
محمد بن علی بن موسی (۱۰ رجب ۱۹۵ ه‍.ق – آخرین روز ذی‌القعده ۲۲۰ ه‍.ق ) که کنیهٔ او ابوجعفر و ملقب به جواد و تقی است، نهمین امام شیعیان دوازده‌امامی بعد از پدرش علی بن موسی الرضا و پیش از پسرش هادی است. محمد تقی در سال ۱۹۵ ه‍.ق در مدینه به دنیا آمد و در دوران کودکی، پدرش را از دست داد. مادرش کنیزی از نوبیا در شمال آفریقا، یا از امپراطوری روم شرقی بود.
محمد تقی بیشترِ سال‌های کودکی خود را در مدینه و به دور از پدر به سر برد. به این دلیل که وقتی پدرش، در پی احضار مأمون، برای برعهده گرفتن ولایتعهدیِ وی از مدینه خارج شد، هیچ‌یک از اعضای خانواده‌اش را با خود همراه نکرد. به نوشتهٔ طبری، مورخ اهل سنت، مأمون دخترش ام‌حبیب را به عقد رضا درآورد و دختر دیگرش ام‌فضل را برای محمد تقی، که در آن زمان سن کمی داشت، عقد کرد. منابعِ دیگر، ازدواج محمد تقی با ام‌فضل را مربوط به سال ۲۱۵ ه‍. ق، یعنی بعد از مرگِ رضا، و در دوران امامتِ محمد تقی می‌دانند.
دورنمای یک امامِ نابالغ، باعث شک و شبهه‌های زیادی در جامعهٔ آن‌روز شیعه شد. به این دلیل که برخی از زعمای امامیه، بلوغ را لازمهٔ امامت می‌دانستند؛ لذا به سمت احمد بن موسی، عموی محمد تقی گرایش پیدا کردند و فرقهٔ احمدیه را شکل دادند. برخی دیگر با اعتقاد به پایان یافتنِ امامت با موسی کاظم، که پیش از آن شایع شده بود؛ به واقفیه پیوستند و به مؤلفه مشهور شدند. در مقابلِ این فرقه‌ها، حامیان محمد تقی، استدلال می‌کردند که علمِ امامت ربطی به سن و سال ندارد؛ همان‌طور که سنِ کمِ عیسی مانعِ نزول وحی بر وی نشد.
به دلیل اختناق موجود و همچنین گسترش جمعیت شیعه، ارتباط محمد تقی با شیعیانش بیشتر از طریق نامه‌نگاری بود. محمد تقی همچنین وکلای زیادی در اقصی نقاط حکومت اسلامی داشت که به نمایندگی از او امور شیعیان را سامان می‌دادند. این شبکهٔ وکالت که در دوران ائمهٔ پیشین بنیان گذاشته شده‌بود، کم‌کم شکل سیاسی پیدا کرد. مأمون که محمد تقی را با شورش‌های پراکندهٔ شیعیان مرتبط می‌دانست، برای کنترلش، او را به بغداد فراخواند و دخترش ام‌فضل را به ازدواج او درآورد. عباسیان که این ازدواج و ورود محمد تقی به دستگاه خلافت را برخلاف منافع خود می‌دانستند، با برگزاری مناظره‌های علمی، سعی در کم کردن اعتبار او کردند.
محمد تقی بعدها اجازه پیدا کرد به مدینه برگردد؛ اما ام‌فضل، که از او صاحب فرزند نمی‌شد، با او سر ناسازگاری گذاشت. بعد از مرگ مأمون، محمد تقی که مورد سوءظن واقع شده بود، دوباره به بغداد فراخوانده شد. بنابر برخی راویان شیعه و سنی از قبیل مسعودی و ابن صباغ، محمد تقی به تحریک خلیفهٔ جدید، معتصم، و به دست همسرش ام‌فضل مسموم شد. او با ۲۵ سال سن، کوتاه‌ترین دوران زندگی را در بین امامان شیعیان دوازده امامی به خود اختصاص داده است. هادی و موسی معروف به مبرقع، از جمله فرزندان محمد تقی به‌شمار می‌آیند. اسامیِ دختران وی گوناگون ذکر شده است. همهٔ این فرزندان از سمانه متولد شدند و محمد تقی از ام‌فضل صاحب فرزندی نشده است. مقبرهٔ محمد تقی در کاظمین در جوار قبر جدش کاظم واقع شده است و به حرم کاظمین معروف است.

## تبار

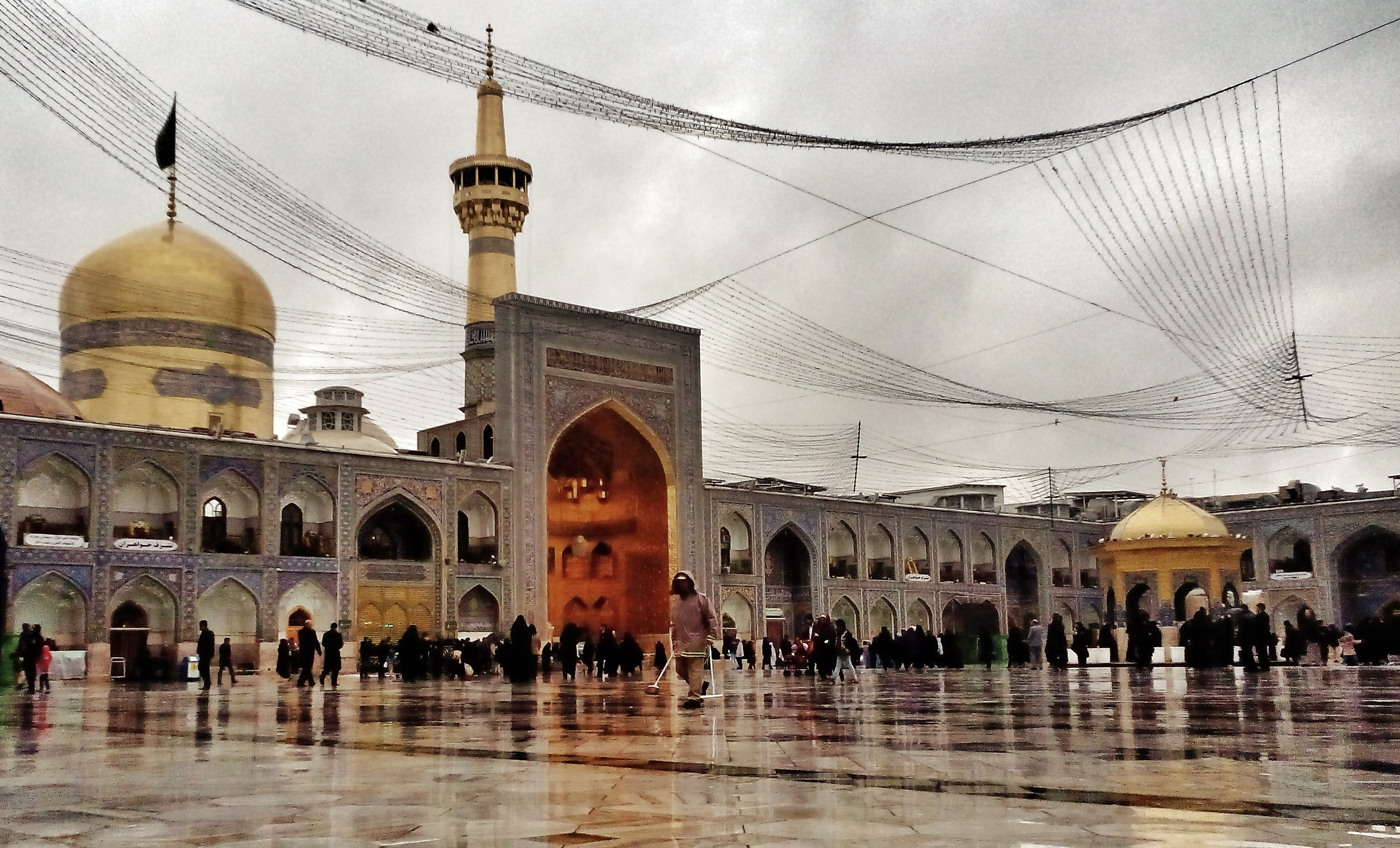
عکسی از مرقدِ علی بن موسی الرّضا در مشهد

از محمد تقی به عنوان تنها فرزند علی بن موسی الرضا یاد می‌شود. و به همین دلیل معاصرینش او را ابن الرضا می‌نامیدند. بنابر گزارش شیخ کلینی، مادر محمد تقی کنیزی به نام «حبیبه» از نوبیا در شمال آفریقا بود. بنابر روایتی که در کافی و تهذیب آمده است، مادر محمد تقی را «خیزران»، از نسل خانوادهٔ ماریه، همسر پیامبر اسلام، می‌دانند. به نوشتهٔ نوبختی، اسمش «درّه» بود که بعدها به خیزران تغییر یافته است. نام‌های دیگری نیز برای مادر محمد تقی ذکر شده است، از جملهٔ آن‌ها می‌توان به «سبیکه»، «سکینه»، «ریحانه» و «ام‌الحسن» اشاره نمود. با این وجود، علی بن موسی الرضا، مادرِ محمد تقی را «خیزران» خطاب می‌نمود. در حدیثی منتسب به علی بن موسی الرضا، بشارتِ تولد محمد تقی توسط پیامبر اسلام، به عنوان «فرزندی که از بهترین کنیزان اهل نوبه پدید خواهد آمد» داده شده است.

## نام و القاب
امام نهم شیعیان دوازده امامی، نامش محمد و کنیه‌اش ابوجعفر و القاب او تقی و جواد است. در احادیث شیعه با عنوان ابوجعفر از او یاد می‌شود و برای اینکه با محمد باقر - امام پنجم شیعیان که او نیز ابوجعفر نامیده می‌شد - اشتباه نشود؛ تاریخ‌نویسان به او ابوجعفر ثانی می‌گفتند. ذهبی علاوه بر جواد از او با القاب قانع و مرتضی نام برده است. به گفتهٔ ابن‌تیمیه، محمد تقی قبل از این که جواد نام بگیرد به بخشندگی شهرت داشت. علاوه بر این، القاب دیگری مثل زکی، رضی، مختار، متوکل، مرضی، متقی، منتجب، عالم ربانی و هادی هم برای محمد تقی گزارش شده است. به نقل از قطب‌الدین راوندی در کتاب القاب الرسول و عتره، محمد تقی در میان مردم به القابی چون اعجوبه اهل‌البیت، نادره‌الدهر، بدیع‌الزمان، عیسی‌ثانی، و ذوالکرامات هم شهرت داشته است. پدرش او را صادق، صابر، فاضل، قره‌اعین‌المؤمنین، و غیظ الملحدین می‌خوانده است. کنیهٔ خاص وی ابوعلی گزارش شده است.

## سرگذشت

### تولد و سال‌های اولیه زندگی
منابع سال ولادت محمد تقی را ۱۹۵ ه‍.ق دانسته‌اند؛ اما در ماه ولادتش اختلاف کرده‌اند. شیخ طوسی در مصباح المتهجد، تاریخ دهم رجب را ذکر کرده است. مادلونگ، تاریخ رمضان ۱۹۵ ه‍.ق را متذکر شده و محل ولادت محمد تقی را، منطقه سریا در نزدیکی مدینه می‌داند.
فاصلهٔ زمانی ۳۰ ساله میانِ ازدواج علی بن موسی الرضا و تولد محمد تقی، تردیدهایی در مورد نسبت پدر–فرزندی این دو به وجود آورد. به‌علاوه این شبهه سبب شد تا جمعی به امامتِ خودِ رضا نیز شک نمایند؛ چرا که معتقد بودند هر «امام» باید صاحبِ فرزندی باشد تا از طریق او امامت، به نسل بعدی منتقل شود. دلیل دیگری که برای این تردید وجود داشت، تفاوتِ رنگ پوستِ رضا با فرزندش محمد تقی بود. آن‌طور که منابع منعکس کرده‌اند، رنگ پوست محمد تقی به مقدار زیادی تیره بوده است. بنابر روایتی که شیخ کلینی در اصول کافی آورده است، روزی بر اساس قرار قبلی، عموها و برادرها و خواهران علی بن موسی الرضا، قیافه‌شناسانی را به باغی دعوت کردند و رضا خود در گوشه‌ای از باغ در حالی که لباس باغبان‌ها را پوشیده بود به بیل زدن مشغول شد؛ به گونه‌ای که ارتباطی با جمع ندارد. در این حین محمد تقی را وارد کردند و از قیافه‌شناسان خواستند پدرش را در میان جمع تشخیص دهند. بنا بر نقل کلینی، قیافه‌شناسان به اتفاق گفتند پدرش در میان جمع نیست اما عمو و عموی پدرش و عمه‌اش را تشخیص دادند. سپس رو به باغبان کرده، گفتند اگر پدرش در اینجا باشد باید آن باغبان باشد که بیل بر دوش گذاشته است؛ چرا که زیر ساق پای این دو به یک شکل است. در این هنگام رضا به جمع آنها پیوست و همه به اتفاق گفتند که پدر محمد تقی، اوست. از همین رو است که بنابه روایتی که در مناقب و تاریخ طبری آمده است، علی بن موسی الرضا پسرش محمد تقی را به ابراهیم، پسر پیامبر اسلام، تشبیه کرده است؛ چرا که همسران پیامبر از سر حسادت انتساب او به محمد را انکار کرده به ماریه، همسر پیامبر، تهمت زدند.
به عقیده رسول جعفریان به دلیل تنگنای سیاسی دوران محمد تقی و همچنین اصل تقیه، که امامان شیعه برای حفظ پیروان خویش، خود را ملزم به رعایت آن می‌کردند؛ اطلاعات زیادی از دوران زندگی محمد تقی در منابع تاریخی نیامده است. چیزی که مشخص است، محمد تقی دوران کودکی خویش را در مدینه گذرانده است. این عدم شفافیت بدان خاطر است که پس از احضار پدرش رضا توسط مأمون عباسی به خراسان، رضا هیچ‌یک از اعضای خانواده‌اش را با خود به خراسان نبرد. مادلونگ، تنها به همراهی محمد تقی پنج ساله با پدرش -پیش از عزیمتش به مرو- در سفری به مکه جهت زیارت اشاره دارد. دربارهٔ اینکه آیا محمد تقی در دوران اقامت پدرش در خراسان به دیدارش رفته است یا خیر، تنها ابن فندق در تاریخ بیهق، گزارش می‌کند که محمد تقی از راه طبس مسینا و در سال ۲۰۲ ه‍.ق راهی خراسان شده است.

### پس از مرگ پدر
محمد تقی در سن هفت سالگی، پدرش را از دست داد. مصادر تاریخی مربوط به درگذشت علی بن موسی الرضا تصدیق می‌کنند محمد تقی برای غسل پدرش و اقامه نماز به خراسان آمده است. منابع شیعی این سفر را معجزه‌گونه می‌دانند. در حدیث مفصلی که در عیون اخبار الرضا آمده است، از قولِ اباصلت، خادم و صحابی خاص رضا- نقل شده است که رضا بعد از خوردن انگور زهرآلودی که مأمون به خورد او داده بود، در بستر بیماری به‌سر می‌برد تا آنکه پسربچه‌ای که خودش را محمد بن علی معرفی نمود، با وجود درب‌های بسته، وارد شد و علی بن موسی الرضا را در آغوش گرفت. به گفته اباصلت پس از حرف‌های رازگونه‌ای که بین پدر و پسر رد بدل شد، علی بن موسی الرضا از دنیا رفت. سپس محمد تقی او را غسل داد و کفن پوشانید. در روایت دیگری که در کشف الغمه آمده است، سفرِ معجزه‌گونهٔ محمد تقی به خراسان از زبان معمر بن خلاد این‌طور نقل شده است که محمد تقی، به اتفاقِ معمر از مدینه خارج شده است و در بیابانی در اطراف مدینه، او را مدتی تنها گذاشت. محمد تقی پس از بازگشت، غیبتش را برای معمر با عبارت «اکنون پدرم را دفن کردم» توجیه نمود.

#### ازدواج و زندگی مشترک
از قولِ طبری و ابن کثیر، مورخان اهل سنت، نقل شده است که در سال ۲۰۲ ه‍.ق وقتی مأمون دخترش ام‌حبیبه را به عقد علی بن موسی الرضا درآورد، دختر دیگرش ام‌فضل را به عقد محمد تقی نابالغ درآورده است. با وجود اینکه مأمون پس از انتقال مرکز خلافتش از مرو به بغداد، از رنگ سبز علوی به رنگ سیاه عباسی تغییر چهره داد؛ اما رفتار ملاطفت آمیزش با محمد تقی را حفظ کرد. به نوشتهٔ رسول جعفریان، مورخ شیعه، سیاست مأمون در قبال محمد تقی، مشابه سیاستش در مقابل علی بن موسی الرضا بود. او که نمی‌خواست محمد تقی را زندانی کند، وی را به بغداد فراخواند تا با او وصلت کند. مخصوصاً که مأمون متهم به قتلِ رضا بود و اکنون می‌بایست با فرزند رضا به گونه‌ای رفتار می‌نمود تا از این اتهام مبری می‌شد. به نوشته منابع شیعه، وقتی مأمون، علی بن موسی الرضا را مسموم کرد؛ پسرش محمد تقی را از مدینه به بغداد -مرکز خلافت جدید خویش- فراخواند تا به رغم مخالفتِ عباسیان، دخترش ام‌فضل را به ازدواج او درآورد. به نوشتهٔ یعقوبی، مورخ شیعی، مأمون صدهزار درهم به تازه دامادش بخشید و اظهار داشت که دوست دارد در سلسله اولاد پیامبر اسلام و علی بن ابیطالب، نقش پدربزرگ برایش ثبت شود. اما امام بعدی شیعیان، نوهٔ مأمون نبود بلکه از سمانه که برده‌ای بربر از مغرب در شمال آفریقا بود، متولد شد.
طبق روایتی که شیخ مفید از ریان بن شبیب نقل کرده است، عباسیان به جهت واهمه از انتقال خلافت به خاندان علی، همچون مخالفت قبلیشان با ولایتعهدی علی بن موسی، با این وصلت نیز مخالفت نشان دادند. به نوشته جعفریان، عباسیان علناً با مأمون مخالفت نکردند؛ بلکه کودکی محمد تقی را بهانه کردند و اینگونه توجیه نمودند که وی در دین تفقه ندارد و حلال و حرام خدا را نمی‌داند. مأمون برای ثابت کردن اشتباه آنان، مجلسی به پا کرد و علمای عباسی و در راس آنها یحیی بن اکثم را به مناظره با محمد تقی فراخواند. به عقیده رسول جعفریان، مورخ شیعی، فراخواندنِ محمد تقی به بغداد و عقد دختر مأمون برای وی، برای زیر نظر داشتن محمد تقی و کنترل رفت‌وآمد شیعیان صورت گرفته است. منابع تاریخی این فراخوان را به سالِ ۲۱۵ ه‍.ق ذکر کرده‌اند. بنا به روایتی که از اصول کافینقل شده است، اسماعیل بن مهران به محمد تقی در مورد این سفر و خطری که از جانب عباسیان متوجه اوست، هشدار داده بود و از او پرسیده بود بعد از شما این امر (امامت) بر عهده کیست. پاسخِ محمد تقی این بود که این خطر امسال نیست و در سالی دیگری خواهد بود.
محمد تقی معمولاً برای مباحثه با عالمانی که به دربار مأمون رفت‌وآمد داشتند، به قصر مأمون می‌رفت. به نوشته مادلونگ، پیمان ازدواج محمد تقی با ام‌فضل در غیاب محمد، و در حالی که پسربچه‌ای بیش نبود، انجام گرفت. بنابر گزارش طبری این ازدواج در سال ۲۰۲ ه‍. ق، و همزمان با ازدواج علی بن موسی الرضا با دختر دیگر مأمون، ام‌حبیب، صورت گرفت؛ در حالی که یعقوبی تاریخ این عقد را به سال ۲۰۴ ه‍. ق، وقتی مأمون به بغداد برگشت، ثبت کرده است. به نوشته مادلونگ، ازدواج واقعی و شروع زندگی محمد تقی با ام‌فضل سال ۲۱۵ ه‍. ق، وقتی مأمون محمد تقی را از مدینه به بغداد فراخواند، بوده است. پس از زندگی هشت ساله در بغداد، محمد تقی به همراه ام‌فضل به مدینه مراجعت کرد. ام‌فضل در مدینه و به دلیل عدم فرزندآوری برای محمد تقی و همچنین ازدواج محمد تقی با کنیزی به نام سمانه، با محمد تقی، سر ناسازگاری گذاشت. سمانه نیز برای محمد تقی، پسری به دنیا آورد که بعدها به عنوان امام دهم شیعیان شناخته‌شد. ام‌فضل، طی نامه‌ای به پدرش، از محمد تقی به جهت دمسازی با کنیزان، شکایت نمود. مأمون اما توجهی به این شکایت‌ها نداشت و حتی تهدید کرد که اگر این کار ادامه پیدا کند، او را به حضور نخواهد پذیرفت. به این ترتیب، محمد تقی در دوران مأمون، دستگیر یا مورد آزار واقع نشد. پس از مرگ مأمون در سال ۲۱۸ ه‍. ق، معتصم -خلیفه بعدی عباسی- که به محمد تقی بدبین بود در سال ۲۲۰ ه‍.ق او را به بغداد فراخواند. محمد تقی، پسرش هادی را با مادرش سمانه، در مدینه تنها گذاشت و عازم بغداد شد. برخی منابعِ اهل سنت مثلِ الائمه الاثنی عشر و شذرات الذهب، سفرِ محمد تقی به بغداد را به مِیل خودش می‌دانند. در مقابل منابعی چون بحارالانوار و الفصول المهمه گزارش کرده‌اند که معتصم به ابن‌زیات مأموریت داد تا محمد تقی را به بغداد بفرستد.

## امامت
علی بن موسی الرضا مکرر به اصحابش یادآوری می‌نمود که صاحب فرزندی خواهد شد و بعد از او، آن فرزند عهده‌دار منصب امامت خواهد بود. با این وجود زمان زیادی گذشت تا شیعیان فرزند مذکور را با چشم خودشان ببینند. محمد تقی تنها چهار سال داشت وقتی پدرش مجبور شد او را در مدینه تنها بگذارد و برای برعهده گرفتن مقامِ ولایتعهدی که مأمون برایش تدارک دیده بود، عازم خراسان شود. شیعیان به کرّات از رضا این سؤال را می‌پرسیدند که اگر برای او اتفاقی بیفتد، آیا پسری در آن سن خواهد توانست مسئولیت امامت و رهبری شیعه را برعهده بگیرد و رضا معمولاً داستان عیسی را برای آنان نقل می‌کرد که در زمان رسالتش، سن کمتری نسبت به محمد تقی داشته است. محمد تقی نخستین امامی بود که در سنین کودکی پدرش را از دست داد. به این دلیل که پدرش، رضا، تا سن ۴۷ سالگی دارای فرزند نشده‌بود و از آنجایی‌که طبق احادیث رسیده از پیامبر، امامان شیعه دوازده نفرند و ۹ نفر آن‌ها از نسل حسین می‌باشند، فقدان فرزند برای رضا باعث شد تا واقفیه آن را دستاویز قرار دهند و امامت علی بن موسی الرضا و همچنین امامت فرزندش محمد تقی را زیر سؤال ببرند.

### اختلاف‌ها
پس از تولد دیر بهنگام محمد تقی، تردیدهایی دربارهٔ جانشینی علی بن موسی الرضا در میان شیعیان شکل گرفت. واقفیه از فرصت استفاده کردند تا به این تردید دامن بزنند و حتی امامت رضا را نیز زیر سؤال بردند. محمد تقی، ۹ سال و به روایتی هفت سال داشت وقتی پدرش در خراسان درگذشت. این نخستین بار بود که در تشیعِ دوازه امامی، شخصِ بالغی برای تصدیِ منصبِ امامت حاضر نبود. دور نمای یک امامِ نابالغ حیرت گسترده‌ای در جامعهٔ شیعه به وجود آورد و بحث مفصلی در این خصوص که آیا بلوغ شرط لازم برای امامت است یا نه؛ درگرفت. به گفتهٔ مادلونگ، در نتیجهٔ این بحران، غیر امامی‌ها که برای کسب مواهبِ دربارِ عباسی تظاهر به حمایت از رضا می‌کردند به گروه‌های ابتداییِ خود برگشتند. همچنین شیعیانی که گمان می‌کردند این که یک کودک بتواند امام شود غیرقابل تصور است، از احمد بن موسی، برادر رضا، پیروی کردند، و به فرقه احمدیه مشهور شدند؛ یا به فرقه واقفیه -با باور به ختم امامت با موسی کاظم- پیوستند؛ و مولفه نام گرفتند. مادلونگ از گروه دیگری یاد می‌کند که در این تحیّر، به دو فرقهٔ زیدیه و اهل سنت پیوستند. محمد تقی در مقابله با این جریان واقفیه، شیعیان خود را از اینکه پشت سر واقفیه نماز بخوانند نهی کرد. مخالفت‌های زیدیه با شیعیان دوازده‌امامی هم موضعِ تندِ محمد تقی را به همراه داشت تا جاییکه زیدیه و واقفیه هر دو را مصداق آیه «وجوه یومئذ خاشعه عامله ناصبه» دانست و آن‌ها را ناصبی نامید. مقابلهٔ محمد تقی با غلات از مقابله با باقی فرقه‌ها شدیدتر بود، چرا که غالیان با جعلِ حدیث به نام ائمه و منتسب کردن خود به آن‌ها، شیعیان را به انحراف می‌کشاندند و شیعه را بدنام می‌کردند. این دشمنی تا جایی بود که محمد تقی از یکی از اصحابش به نام اسحاق انباری خواست دو تن از غلات به نام‌های ابوالمهری و ابن ابی‌الزرقاء را به قتل برساند. محمد بن ابی‌زینب از سران غالیان و برخی از یارانش هم مورد لعن محمد تقی قرار گرفتند.

### ارتباط با شیعیان
در دورانِ امامتِ محمد تقی، به دلیل گسترش جمعیتِ شیعه تا شرقِ مراکزِ سنتیِ آن در عراق و عربستان، و نیز به دلیل سنِ پایینِ محمد تقی، در اوایل امامتش، نقش وکیل در نظارت بر امور روزانهٔ شیعیان به مقدار زیادی افزایش پیدا کرد. محمد تقی تماس همیشگی خود با پیروانش را از طریق نامه‌نگاری حفظ می‌کرد. در یکی از احادیث شیعه، پدرش رضا او را به خاطر نوشتن نامه‌های «بسیار زیبا» در زمانی که او هنوز پسری جوان بود ستوده است. نامه‌های او موضوعات گسترده‌ای را در بر می‌گرفت اما عموماً پاسخ‌هایی به سوالات فقهی، خصوصاً دربارهٔ مسایلِ شخصیِ ازدواج، طلاق، و ارث بود.

#### شبکه وکالت
این شبکه هر چند از زمانِ جعفر صادق وجود داشت اما از آن برای اخذ وجوه مالی استفاده می‌شد. نظام وکالت را در واقع موسی کاظم بنیان گذاشت. علی بن موسی الرضا این تشکیلات را حفظ کرد اما در دوران محمد تقی، به گفته جاسم حسین، شکل سیاسی_نظامی به خودش گرفت. جاسم حسین، شورش مردم قم در سال ۲۱۰ ه‍.ق که به کشته شدن یحیی بن عمران -وکیلِ محمد تقی- انجامید را با این فعالیت‌ها مرتبط می‌داند. به نوشتهٔ جاسم حسین، مأمون که محمد تقی را با این فعالیت‌های مرتبط می‌دانست، او را به بهانه ازدواج با دخترش به بغداد فراخواند؛ با این وجود شورش‌ها همچنان ادامه پیدا کرد. جعفربن داوود قمی که به مصر تبعید شده بود، موفق شد فرار کند و در قم به همراه یارانش لشکر مأمون را شکست دهد. جعفر بعدها به دستِ معتصم -خلیفهٔ بعدی- کشته شد؛ اما مرگ او تأثیر منفی بر قیام‌های روبه رشد علویان نداشت. معتصم به ناچار برای کنترل اوضاع، محمد تقی را به بغداد فراخواند. فعالیت‌های سیاسی وکلا اما همچنان به کار خودش ادامه می‌داد.
برخی از وکلای محمد تقی در نقاط مختلف خلافت عباسی به این شرح هستند: علی بن مهزیار در اهواز، ابراهیم بن محمد همدانی در همدان، یحیی بن ابی‌عمران در ری، یونس بن عبدالرحمان و ابوعمرو حَذّاء در بصره، علی بن حسان واسطی در بغداد، علی بن اسباط در مصر، صفوان بن یحیی در کوفه، صالح بن محمد بن سهل و زکریا بن آدم در قم؛ علاوه بر وکلای ثابت؛ محمد تقی، گاه نمایندگانی به شهرها می‌فرستاد تا وجوه شرعی یا مبالغی که نزد وکلا بود را جمع‌آوری کنند. از خیران الخادم نیز به عنوان وکیل محمد تقی یاد شده است. از این میان، برخی اجازه یافتند وارد دستگاه حکومت شوند و به مقام‌های بالایی برسند. از جمله می‌توان از محمد بن اسماعیل بن بَزِیع نام برد که وزیر شد. حسین بن عبداللّه نیشابوری به حکومت بست و سیستان و حکم بن علیا اسدی به حکومت بحرین رسید. این دو مخفیانه به محمد تقی خمس می‌پرداختند.

### اصحاب و راویان حدیث
شیخ طوسی، عالمِ شیعی، یکصد و شانزده نفر از راویانی که از محمد تقی حدیث نقل کرده‌اند، را برشمرده است. در این میان عده‌ای از یاران معتمدش بودند که احادیث زیادی از آن‌ها باقی مانده است؛ برخی از آنان عبارتند از: علی بن مهزیار اهوازی، و حسین بن سعید، داوود بن قاسم (معروف به ابوهاشم جعفری)، عبدالعظیم حسنی، ابوعبدالله محمد بن خالد برقی، فضل بن شاذان، زکریا بن آدم، و محمد بن اسماعیل بن بزیع. همچنین از علی بن اسباط کوفی، عثمان بن سعید عَمْری و عمرو بن فرات به عنوان یاران معتمد محمد تقی یاد می‌شود. اصحاب اجماعی که از محمد تقی نقل روایت کرده‌اند، عبارتند از: صفوان بن یحیی، احمدبن‌محمد بَزَنطی، یونس بن عبدالرحمن، و حسن بن محبوب.

### کرامات
علمای شیعه کرامات گسترده و دانش وسیع نامکشوفات را به محمد تقی نسبت می‌دهند. به‌علاوه او را نویسنده مواعظ و حکم می‌دانند. آنها دانش و صلاحیت او را معمولاً با عیسی بن مریم مقایسه می‌کنند که با وجود خردسالی به مقام رسالت رسیده‌بود. همچنین مأمون علاقهٔ بسیاری به او ابراز می‌کرد. اولین برخورد مأمون با محمد تقی، به گونه‌ای که در منابع شیعی ثبت شده است، جالب توجه است. روایت شده است که وقتی مأمون با پرنده‌های شکاری‌اش برای شکار از شهر خارج شده‌بود، از جاده‌ای می‌گذشت که تعدادی کودک از جمله محمد تقی در آن مشغول بازی بودند. وقتی مأمون و همراهانش با اسب به آن‌ها نزدیک شدند، همهٔ بچه‌ها به جز محمد تقی پا به فرار گذاشتند. این حرکتِ محمد تقی، تعجب مأمون را برانگیخت. مأمون از کودک جویا شد که علت عدم فرارش چیست؟ محمد تقی پاسخ داد: «جاده آنقدر تنگ نیست که جا برای عبور تو نباشد؛ و گناهی مرتکب نشدم که از تو بترسم؛ و گمان نمی‌کنم از آن دسته آدم‌ها باشی که بی تقصیر به کسی آسیب بزنی، پس دلیلی برای فرار ندارم.» خلیفه از این جواب خوشش آمد. پس از اینکه کمی از او فاصله گرفت، یکی از بازهای شکاری‌اش، ماهی‌ای کوچک برایش آورد. مأمون ماهی را در دست پنهان کرد و به سمت محمد تقی که هنوز آنجا ایستاده بود برگشت و از او خواست حدس بزند چه در دست پنهان دارد. محمد تقی پاسخ داد: «خالقِ موجوداتِ زنده، ماهی کوچکی در دریا خلق کرده تا باز پادشاهان آن را شکار کند و خلفا به‌وسیلهٔ آن اولادِ پیغمبر را امتحان کنند.» مأمون که از این پاسخ به وجد آمده بود از نَسَبش پرسید و محمد تقی پاسخش را داد. مدت زیادی از این اتفاق نگذشت که مأمون گردهمایی بزرگی ترتیب داد که در آن انواع سوالات از محمد تقی پرسیده شد و پاسخ‌های محمد تقی همه را به شگفتی واداشت. بعد از آن مأمون رسماً اعلام کرد که دخترش را به ازدواج محمد تقی درآورده است. از جمله کراماتی که به محمد تقی نسبت داده‌شده سخن گفتن در هنگام تولد، طی‌الارض از مدینه به خراسان برای مراسم تجهیز پدرش، اطلاع از باطن و اسرار افراد، اطلاع از آینده و هنگامه قتلش، شفا دادن بیماران و استجابت دعاهای او برای یاران و علیه دشمنانش است. گذشته از این‌ها سخنانی که نشان از علم غیرمتعارف او داشت، دوستان و حتی دشمنانش را تحت تأثیر قرار می‌داد.
همچنین در الارشاد شیخ مفید آمده است که محمد تقی در مسیر حج وارد کوفه شد و در خانه مسیب بن زهیر که در آن مسجدی بود فرود آمد. و در پای درخت سدری که بار نداشت وضو گرفت. پس از نماز مردم دیدند که درخت به بار نشسته است و از میوه آن خوردند.

## کشته شدن

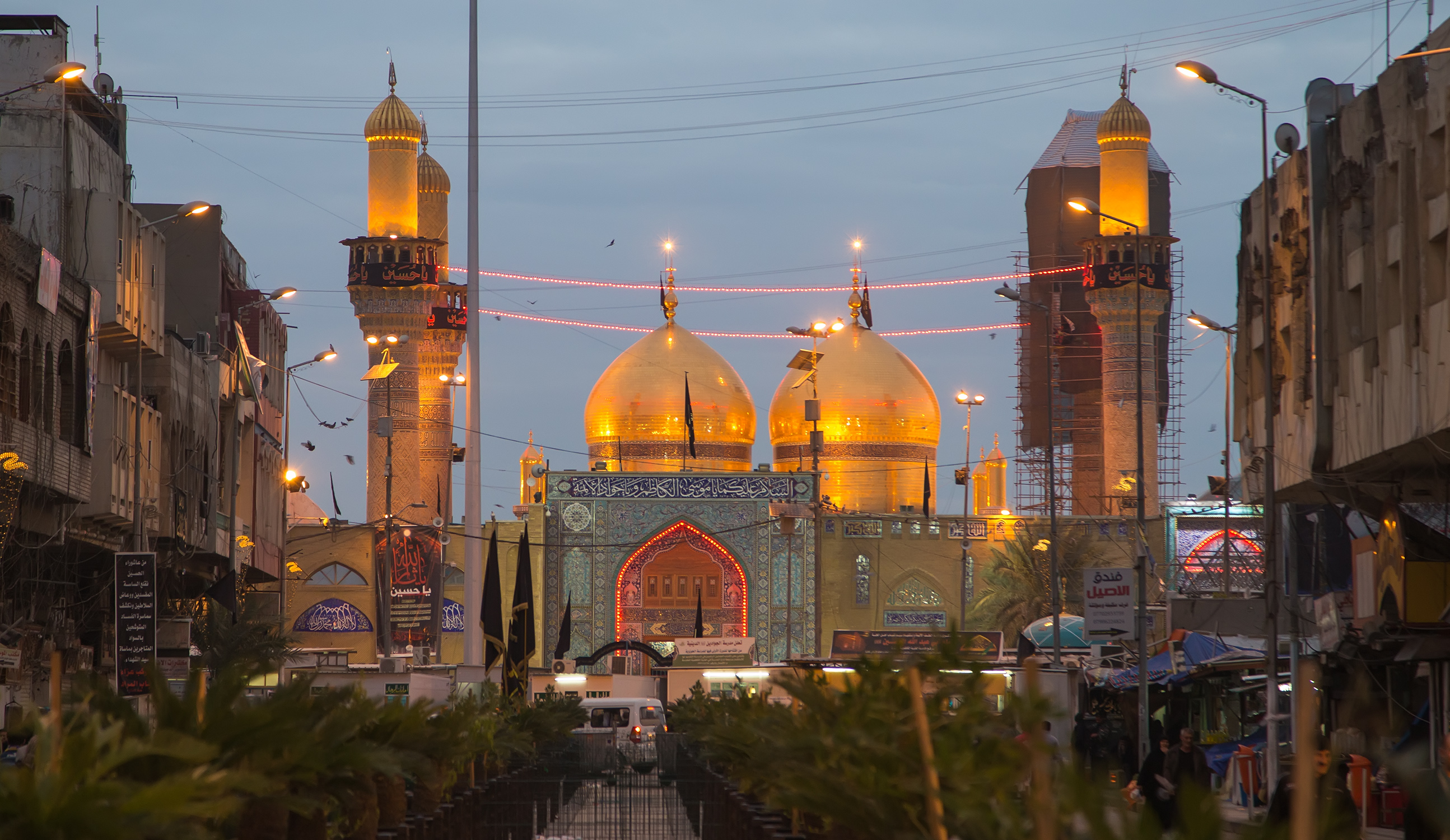
آرامگاه موسی کاظم و محمد تقی واقع در کاظمین عراق

روز وفاتش به نقل از کلینی، طوسی و نوبختی آخر ذیقعده سال ۲۲۰ ه‍.ق ذکر شده است. مسعودی وفات او را پنجم ذی‌الحجه دانسته است اما در تاریخ بغداد، روز ششم ذی‌الحجه به عنوان روز وفات محمد تقی ذکر شده است. مادلونگ، تاریخ ۶ ذی‌الحجه ۲۲۰ ه‍.ق را به واقع نزدیک‌تر می‌داند. بدین ترتیب مدت زندگانی محمد تقی، ۲۵ سال بوده که کمترین عمر در میان امامان شیعه است. با فراخوان دوباره محمد تقی به بغداد در سال ۲۲۰ ه‍.ق به دستور معتصم عباسی، محمد تقی دوباره به بغداد عزیمت کرد و در همین سال در این شهر از دنیا رفت. این مرگ زودهنگام که در سن ۲۵ سالگی اتفاق افتاده است، احتمال مسمومیت و قتل وی را تقویت می‌کرد. به نقل از مسعودی، قتلِ محمد تقی به دست ام‌فضل در بغداد صورت گرفت و ام‌فضل به پاداش این خدمت، به حرمسرای معتصم راه یافت. ابن طولون و همچنین ابن صباغ در الفصوص المهمه نیز راه یافتن ام‌فضل به حرمسرای معتصم را گواهی بر این قتل و آن را اجر ام‌فضل می‌دانند. رسول جعفریان، مورخ معاصر شیعه، در اثبات تاریخی این قتل می‌نویسد؛ سال ۲۱۵ ه‍.ق وقتی محمد تقی توسط مأمون به بغداد احضار شد، جانشینی برای خود انتخاب نکرد اما در این سفر اخیر که به دستور معتصم انجام شد، برای خودش جانشین برگزید که این خود می‌تواند نشان از خطری باشد که محمد تقی در این سفر احساس کرده‌بود. عده‌ای از مورخان روایت مسمومیت محمد تقی را قول مرجوح می‌دانند اما این موضوع نزد علمای شیعی نظیرِ شیخ مفید، طوسی و کلینی به اثبات نرسیده است. مسعودی اما در روایتِ مفصلی بر مسمومیت محمد تقی به دست ام‌فضل و به تحریک معتصم و جعفر -برادر تنی ام‌فضل- صحه گذاشته است. بنا به روایتی که ابن شهرآشوب و عیاشی نقل کرده‌اند، یکی از وزرای معتصم، به دستور خلیفه او را مسموم کرد. احضار محمد تقی به بغداد و مرگ ناگهانی او در سن جوانی را عموماً به عنوان قرائن قتل محمد تقی نام می‌برند. گفته می‌شود پسر معتصم بر جنازه محمد تقی نماز گذارد.

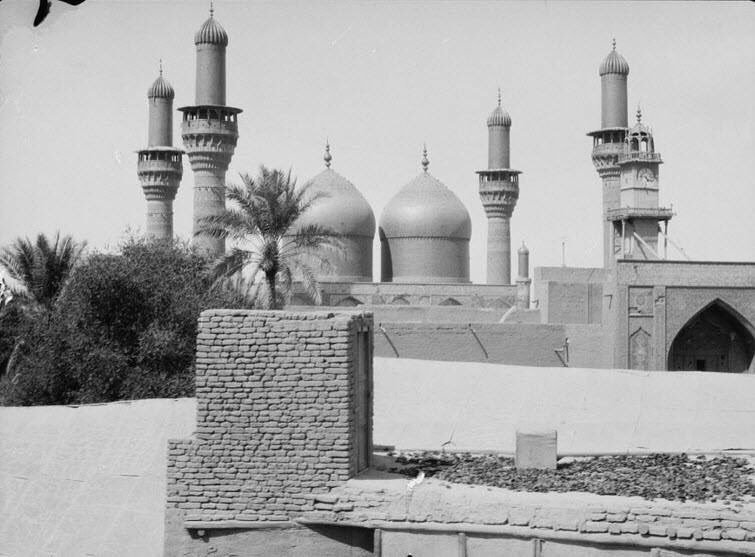
عکسی قدیمی از حرم کاظمین، محل دفن موسی کاظم و محمد تقی (عکس مربوط به سال ۱۹۳۲ میلادی)

### حرم کاظمین
آرامگاه محمد تقی در شمال بغداد و در کنار جدش موسی کاظم قرار دارد. این بارگاه امروزه به اعتبار دفن موسی کاظم و محمد تقی، کاظمین نامیده می‌شود. این محل در ابتدا گورستان قریش بوده است. موسی کاظم، پیش از مرگ خویش، قطعه‌ای از قبرستان را جهت خاکسپاری خویش، خریداری نمود. پس از مرگ محمد تقی در بغداد، وی را در کنار قبر پدربزرگ خویش به خاک سپردند. پس از مدتی بنایی بر این قبرها ساخته‌شد که بقعه «کاظمیه» نام گرفت. شیعیان با مراجعه به مسجدی که آنجا بود، این بقعه را زیارت می‌کردند تا اینکه به تدریج خانه‌هایی در اطراف ساخته شد و روستایی شکل گرفت. بعدها ضریح‌هایی بر این دو مقبره ساخته‌شد. در زمان دیلمیان که ترس شیعیان کمتر شد، ازدحام اطراف حرم بیشتر شد و خانه‌ها و ساختمان‌های جدیدی ساخته‌شد. در سال ۳۳۶ ه‍.ق معزالدین احمد بن بویه، ضریح‌ها را تزئین و صحن اطراف حرم را گسترش داد و سربازانی برای امنیت زائران گماشت. در سال ۳۶۹ ه‍.ق عضدالدوله به تعمیر این بقعه پرداخت. در سال ۴۴۳ ه‍.ق بر اثر درگیری شیعی-سنی بنای حرم تخریب، اما در سال ۴۴۶ ه‍.ق دوباره تجدید بنا شد. در سال ۴۹۰ ه‍.ق یکی از وزرای ملکشاه سلجوقی گلدسته‌های حرم را بنا کرد. در سال ۵۱۷ ه‍.ق و مصادف با حکومت مسترشد عباسی، حرم غارت یا تخریب شد اما در سال ۵۷۵ ه‍.ق ناصر لدین‌الله به بازسازی و توسعه حرم پرداخت. تا اینکه در دوران حکومت پسرش ظاهر بامرالله حرم دچار آتش‌سوزی شد و خسارت دید. ظاهر و پسرش مستنصر بالله به تعمیر حرم پرداختند. تا اینکه دوباره حرم و شهر بغداد بر اثر فوران دجله آسیب دید. در سال ۹۶۶ ه‍.ق شاه اسماعیل صفوی به تجدید عمارت پرداخت و گلدسته‌ها را به چهار مناره گسترش داد. همچنین مسجد معروف صفوی را در کنار آن بنا کرد. در سال ۱۲۱۱ ه‍.ق محمدشاه قاجار به طلاکاری و کاشی‌کاری حرم پرداخت و برخی خانه‌های اطراف را خریداری و به حرم اضافه کرد. به عقیده شیعیان، زیارت موسی کاظم و محمد تقی پاداشی همچون بهشت دارد و به مانند زیارت قبر پیامبر اسلام، علی بن ابی‌طالب و حسین بن علی تلقی شده است.

## همسران و فرزندان

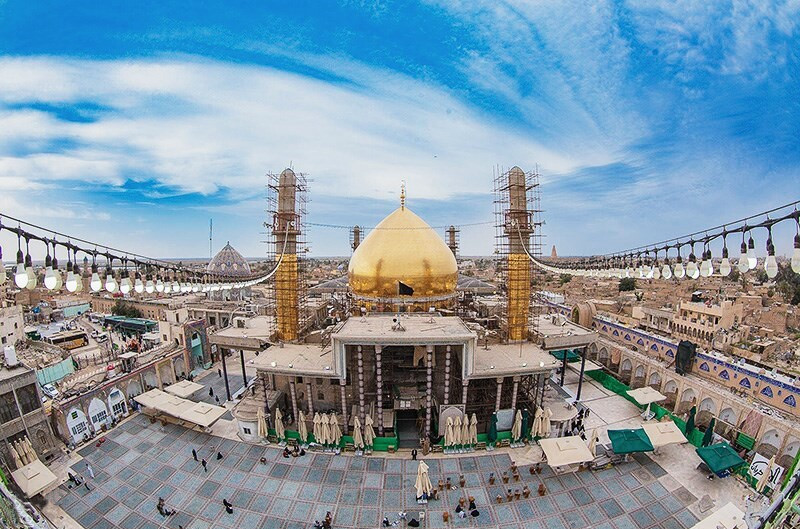
مقبره هادی و فرزندش حسن عسکری در سامرا

### همسران
از ام‌فضل دختر مأمون و سمانه -ام ولد- به عنوان همسران محمد تقی نام برده می‌شود. محمد تقی از همسر اولش، ام‌فضل صاحب فرزندی نشده است و تمام فرزندانش از سمانه، کنیزی اهل مغربی- متولد شده‌اند.

### فرزندان
در تمامی منابع از هادی و موسی معروف به مُبرقع به عنوان پسران محمد تقی نام برده شده است. در کتب انساب همچون آثار عمری و فخر رازی، از پسران دیگری نیز یاد شده است اما منابع کهن آن‌ها را تأیید نمی‌کنند. موسی مبرقع فرزند دوم محمد تقی است که به زیبایی مشهور بوده و سادات رضویه در ایران، عراق، هند و پاکستان از نسل اویند. نام‌های دختران محمد تقی نیز گوناگون گزارش شده‌اند. ابن صباغ، عالم سنی مذهب، از فاطمه و أمامه اسم برده است اما در دلائل الامامه اسامی آن‌ها خدیجه، حکیمه و ام کلثوم ذکر شده است. فخر رازی اسامی بهجت و بریهه را هم به آن اضافه کرده و می‌گوید از هیچ‌یک از دختران محمد تقی نسلی باقی نمانده است. ضامن بن شدقم، دختران محمد تقی را چهار نفر- فاطمه، خدیجه، ام کلثوم و حکیمه- گزارش می‌کند. او از حکیمه به عنوان کسی نام می‌برد که در تولد حجت بن الحسن، نقش قابله را برعهده داشته است. به نوشته ضامن بن شدقم، حکیمه همچنین به عنوان راوی «حرز امام جواد» شناخته می‌شود.

## ویژگی‌های ظاهری و اخلاقی
به نوشته مادلونگ، رنگ چهره محمد تقی تیره بوده است و ظاهراً یکی از دلایلی که تصمیم مأمون برای ازدواج دخترش با او، مورد انتقاد اطرافیان واقع‌شده، همین بوده است. به نوشته منابع شیعی، محمد تقی به خاطر کَرَم و بخششی که نسبت به مردم داشت، «جواد» -به معنای بخشنده- خوانده‌می‌شد. گزارش‌ها حاکی از آن است که در سال‌های اولیهٔ زندگی، وقتی پدرش در خراسان بود؛ اصحابش او را از دَربِ فرعی خانه خارج می‌کردند تا با افراد کمتری که برای دریافت کمک گِرد خانه‌اش تجمع می‌کردند مواجه شود. گفته می‌شود پدرش با شنیدن این خبر از خراسان نامه‌ای برایش ارسال کرد تا از او بخواهد به حرف کسانی که به او می‌گویند از درب اصلی رفت‌وآمد نکند، گوش ندهد؛ که این بخاطر خِسَّت آنهاست و می‌ترسند از او خیری به دیگران برسد. رضا در این نامه به پسرش سفارش کرده بود: «هر وقت می‌خواهی از خانه خارج شوی، مقداری سکه طلا و نقره همراه داشته‌باش. هیچ‌کس از تو درخواستی نکند مگر اینکه چیزی به او بدهی. از عموها یا دایی‌هایت اگر کسی نیازی داشت، کمتر از پنجاه دینار به او نده، و می‌توانی بیشتر ببخشی اگر بخواهی؛ و از عمه‌ها و خاله‌هایت اگر کسی درخواستی داشت، کمتر از بیست و پنج دینار به او نده و می‌توانی بیشتر ببخشی اگر بخواهی.» گفته می‌شود محمد تقی اول هر ماه صدقه می‌داد و نزد اهل منصب برای رفع گرفتاری‌های مردم شفاعت می‌کرد. نماز ویژه‌ای منسوب به اوست؛ و علاقه وی به مناجات از حجم زیاد ادعیه‌ای که از او باقی‌مانده و تعویذات روزهای هفته و حرزهای مشهوری که از او نقل‌شده، هویدا است.

## موقعیت علمی و روایی
محمد تقی با وجود اینکه در خردسالی به امامت رسید و دوران امامتش کوتاه بود، در منابع شیعه و سنی بیش از دویست حدیث در مسائل فقهی، تفسیری، اخلاقی و اعتقادی از او باقی مانده است. با این وجود موقعیت علمی وی ظهور و بروز کافی نداشته است. جدای از دوران کوتاه امامتش، خردسالی محمد تقی باعث شد سال‌ها طول بکشد تا مورد پذیرش جامعه شیعه واقع شود. دلیل عمده اما تنگنای سیاسی زمانه بود که باعث شد محمد تقی بنا به روایتی تا ده سالگی امامت خود را مخفی نگه دارد. به همین دلیل ارتباط شیعیان با او از طریق نامه‌نگاری صورت می‌گرفت. این نامه‌ها که اغلب نام و نشان کسی که محمد تقی به او نامه می‌نوشته را در خود دارد، بیشتر در جواب سوالات فقهی شیعیان نگاشته شده است.

### مناظرات

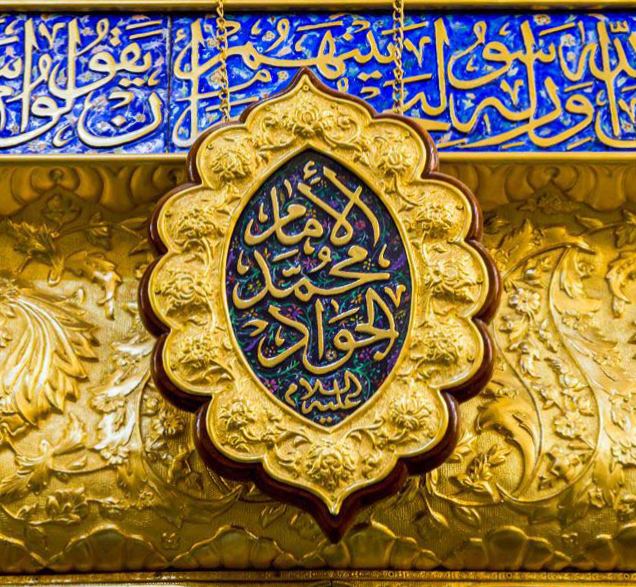
تایپوگرافی نام محمد تقی بر ضریح حسین بن علی در کربلا

محمد تقی از جانب دو گروه به مناظره خوانده می‌شد. گروه اول شیعیانی بودند که به دلیل خردسالیِ او دربارهٔ امامتش شک داشتند. گروه دوم عناصر ضد شیعی در دربار مأمون و معتصم بودند که از ازدواجش با دختر مأمون و ورود او به دربار عباسی ناراضی بودند. برای همین یحیی بن اکثم را تحریک به مناظره با او کردند تا اعتبارش را از بین ببرند. یحیی بن اکثم، قاضی القضاتِ خلافت عباسی، در گردهمایی‌ای که به همین منظور تشکیل شده‌بود، از محمد تقی پرسید: «کفارهٔ گناه کسی که در لباس احرام حیوانی را شکار کند چیست؟» گفته می‌شود محمد تقی قبل از پاسخ، سؤال‌هایی پرسید که باعث شگفتی مخالفان شد. محمد تقی از یحیی پرسید: «آیا شکار در خارج از منطقه احرام بوده یا در داخل آن؛ آیا شکارچی از گناهش آگاه بوده یا از روی جهل مرتکب شده؛ آیا شکارچی به عمد شکار را کشته یا از روی اشتباه؛ آیا شکارچی آزاد است یا بنده، بالغ بوده یا نابالغ، برای اولین بار مرتکب شده یا قبلاً هم انجام داده؛ شکار، پرنده بوده یا چیز دیگری، کوچک بوده یا بزرگ، آیا فرد خاطی از گناهش پشیمان است یا بر آن اصرار دارد، آیا شکارش را مخفیانه، در شب کشته، یا در روشنایی روز و در ملا عام؛ آیا شکارچی در لباس احرام حج بوده یا عمره؟ …» ابن تیمیه، عالم سنی مذهب، ضمن تمجید از محمد تقی، در صحّت این روایت تشکیک کرده و به نقد محتوایی آن پرداخته است. حسین میلانی این نقد را ناروا می‌داند چون بر صورتِ مختصرِ این روایت که در منهاج الکرامه آمده، نوشته شده است. در روایت کامل‌تری که شیخ مفید، عالم شیعی، نقل کرده، محمد تقی به درخواست مأمون پاسخ یک یکِ فروضی را که مطرح کرده را می‌دهد. همچنین گزارش شده است که مأمون از محمد تقی می‌خواهد، محمد تقی از یحیی بن اکثم سوالاتی را بپرسد. سؤال محمد تقی این است که چگونه نگاه مردی به زنی در اول روز حرام است، وقتی روز بالا می‌آید حلال می‌شود، در هنگام ظهر دوباره حرام می‌شود و هنگام عصر حلال می‌شود و هنگام غروب حرام می‌شود و هنگام عشا حلال و نصف شب حرام و هنگام سپیده دوباره حلال می‌شود؟ محمد تقی می‌پرسد این چگونه زنی است. سؤالی که ظاهراً یحیی از پاسخ به آن درمی‌ماند و محمد تقی خودش پاسخ آن را می‌دهد.
گردهمایی مشابهی با حضور افراد برجسته شیعی از سراسر سرزمین‌های اسلامی که به سفر حج آمده بودند و در امامت محمد تقی با وجود سن کم او شک داشتند، در شهر مدینه برگزار شد. این گفتگوها چنان باعث حیرت جمع شیعیان شد که تمام شک‌ها در خصوص امامت محمد تقی را از بین برد. همچنین شیخ کلینی، محدث شیعی، روایت می‌کند که مشاوران حرم به او آزمونی دادند که چندین روز طول کشید و محمد تقی در آن به سی هزار سؤالی که از او پرسیده‌شد، پاسخ داد. همچنین مناظره‌های دیگری با موضوع فضائل خلفا به محمد تقی نسبت می‌دهند که در آن یحیی بن اکثم دربارهٔ برخی احادیث با موضوع فضیلت ابوبکر و عمر، سوالاتی را از محمد تقی پرسیده است. در این مناظرات محمد تقی ضمن اینکه فضیلت خلفا را رد نکرده، برای دروغ بودن احادیث مزبور دلایلی را آورده است. بر طبق یکی از این احادیث جبرئیل نازل شده تا از طرف خدا بپرسد آیا ابوبکر از خداوند راضی است چون خدا از او راضی است. محمد تقی با استناد به آیه‌ای از قرآن می‌پرسد «آیا خدا از رضا و سخط ابوبکر آگاهی نداشت که از او می‌پرسد؟» در حدیث دیگری از ابوبکر و عمر به عنوان سرور پیران اهل بهشت یاد می‌شود. محمد تقی استدلال می‌کند که همه اهل بهشت جوان هستند.
آخرین مناظرهٔ محمد تقی، بنا به روایت مجلسی، عالم شیعی، در دربار معتصم صورت گرفته است. بر این اساس، معتصم از او دربارهٔ کیفیت قطعِ دستِ دزد سؤال می‌کند و محمد تقی برخلافِ حکمِ ابن ابی دؤاد و بقیه فقهای دربار، به قطعِ دستِ دزد از مفصل انگشتان حکم می‌دهد. با توضیحات محمد تقی، معتصم، حکم او را بر همه ترجیح می‌دهد. سه روز پس از این مناظره، ابن ابی دؤاد، نزد معتصم رفت و به وی هشدار داد که رها کردن حکم فقهای دربار و پذیرفتن حکم محمد تقی که عده کمی به امامت وی معتقدند، عواقب سختی را برای حکومت دربرخواهد داشت. به گفته عیاشی، نتیجه این مناظره سبب شد تا معتصم به قتل محمد تقی راضی گردد.

### آثار
در موسوعه الامام الجواد، علاوه بر پدر و پسرش، نام شصت و سه تن از افرادی که محمد تقی با آن‌ها مکاتبه داشته، گزارش شده است. برخی از این مکاتبات در پاسخ به گروهی از شیعیان نگاشته شده است و برخی مخاطبِ خاص دارد. مخاطب برخی نیز ناشناس هستند. همچنین احادیث فراوانی در تقریباً نیمی از ابواب فقهی، که بسیاری از آن‌ها را محمد تقی از پیامبر و ائمهٔ پیش از خودش روایت کرده، از او باقی مانده است. در دیگر کتب حدیث و ادب نیز احادیثی دربارهٔ مسائل اعتقادی، مواعظ اخلاقی و کلمات قصار از او به جا مانده است. کلمات حکمت‌آمیز او با مضامین اخلاقی در کتاب ابن‌حمدون با نام التذکره الحمدونیه به جا مانده است. پاره‌ای احادیث در موضوع طب و علاج برخی بیماری‌ها نیز از محمد تقی به یادگار مانده است. همچنین دعاها و تعویذات روزهای هفته و حرزهای مشهوری از او نقل شده است. ابن صباغ مالکی برخی از کلمات قصار محمد تقی را در کتاب الفصول المهمه جمع‌آوری کرده است. همچنین در تحف العقول و منابع دیگر از اینگونه کلمات زیاد گزارش شده است.

## دیدگاه‌ها

### اهل سنت
ابن صباغ مالکی در کتابش الفصول المهمه از محمد تقی به عنوان کسی که سنش کمتر از همه و قدر و شأنش اعظم است یاد کرده است؛ و او را دارای کمالات و معجزات بسیار می‌داند. ابن تیمیه و صلاح‌الدین صفدی، محمد تقی را یکی از افراد برجسته هاشمی می‌دانند که به خاطر سخاوتش جواد لقب گرفته است. به نوشته مادلونگ، مخالفت عباسیان با ازدواج محمد تقی با دختر مأمون بیشتر ناشی از ترس آنها از میدان دادن مأمون به علویان سرچشمه می‌گرفت. شمس‌الدین ذهبی در تاریخ الاسلام، محمد تقی را با وجود سن کمش، یکی از زعمای اهل بیت معرفی می‌کند. شبراوی در الإتحاف بحب الأشراف، در توصیف محمد تقی، او را صاحب کرامات عدیده و فضایل او را مشهور میان دانشمندان دانسته است. شبلنجی، از فضائل محمد تقی گزارش‌هایی را نقل می‌کند و در نهایت دلیل اصرار مأمون به ازدواج دخترش با محمد تقی را، فضل و علم و کمال محمد تقی با وجود سن کم او می‌داند. سبط بن جوزی نیز محمد تقی را در دانش و تقوا و سخاوت بر روش پدرش رضا می‌داند. محمد بن طلحه شافعی دربارهٔ او می‌گوید: «گرچه سنش کم است، لیکن بزرگمنش و بلندآوازه است.» به نوشته شبلنجی، فضل و دانش وی بر همگان آشکار بوده است. ابن حجر هیتمی او را از نظر دانش بر همگان سرآمد می‌داند.

### دیدگاه شیعه
دلیلِ شیعیان برای پذیرشِ امامتِ محمد تقی، روایت‌ها یا نصوص عام و خاصی است که از پیامبر اسلام و ائمه دوازده‌گانه مخصوصاً پدرش، علی بن موسی الرضا، به آن‌ها رسیده است. پس از تولد محمد تقی، رضا او را مولود پر خیر و برکت نامید که حق را از باطل جدا کرد. رضا به شیوه‌های مختلف از جمله نشان دادن مُهر امامت فرزندش به یاران خود و تأکید بر امامت وی پس از خویش، سعی داشت تبلیغات فرقه واقفیه را خنثی کند.
پس از مرگ رضا، هشتاد تن از هواداران اصلی او در بغداد در خانه عبدالرحمن بن حجاج، از اصحاب ممتاز جعفر صادق، موسی کاظم و علی بن موسی الرضا جمع شدند. آنان در آنجا تصمیم گرفتند که فرزندِ رضا شایسته امامت است. حامیان محمد تقی استدلال کردند که در قرآن عیسی در گهواره سخن گفته است و حتی در کودکی به او وحی می‌شد و بدین ترتیب با امامی که کودک است مخالفتی وجود ندارد. اما همچنان در بین شیعیان بر سر این که امامِ نابالغ در همهٔ جنبه‌ها با امام بالغ برابر هست یا نه اختلاف وجود داشت. از جمله اینکه آیا دانش امام از منابع عادی نظیر معلمان و کتب حاصل شده یا از منابع فراطبیعی چون فرشتگان به‌دست آمده است. اما در نهایت این دیدگاه که امامان بالغ و کودک در همه جوانب از جمله منبع فراطبیعی دانششان برابرند بر دیگر دیدگاه‌ها غالب شد. گفته می‌شود دربارهٔ این اختلاف از خود محمد تقی هم سؤال شد. محمد تقی در پاسخ، خودش را با علی بن ابی‌طالب، امام اول شیعیان، مقایسه کرد که در نه سالگی ایمان آورد؛ و همچنین با سلیمان نبی که داوود او را در کودکی به جانشینی خود انتخاب کرد. شیعیان با این وجود اصرار داشتند جنبهٔ الهیِ امامتِ محمد تقی را در علم و دانش او هم ببینند. به همین دلیل در مواضعِ مختلف با طرح سوال‌هایی او را مورد آزمایش قرار می‌دادند. از جمله به پرسش‌هایی اشاره می‌شود که در موسم حج توسط فقهای شیعه مطرح شد و محمد تقی با وجود خردسالی به همه آن‌ها پاسخ داد. به جز گروه‌های مثل زیدیه و اسماعیلیه که گاهی کودکیِ محمد تقی را مورد طعن قرار می‌دادند، تقریباً همه پیروان شیعه امامت او را پذیرفتند و اختلافات مذکور هیچ وقت باعث ایجاد بحران در جامعه شیعه نشد.

## در آثار فرهنگی و هنری
باب‌المراد عنوان سریالی تاریخی مذهبی است که به وقایع زندگی محمد تقی از بدو تولد، وقتی هنوز پدرش علی بن موسی الرضا در قید حیات بود تا هنگام وفات محمد تقی می‌پردازد. این سریال در مناطق مختلف ایران و سوریه با مشارکت یک گروه هنری از کشورهای ایران، سوریه، عراق، لبنان، بحرین و کویت فیلمبرداری شده است.

## سال‌شمار
سال میلادی
سال میلادی
توضیحات
- مقیاس نمودار در ردیف نخست با مقیاس ردیف دوم (مرتبط با حجت بن الحسن) یکسان نیست.

### وبگاه‌ها
- خبرگزاری جمهوری اسلامی (۲۱ اردیبهشت ۱۳۹۳). «باب‌المراد نخستین اثری که به زندگی امام جواد (ع) می‌پردازد». خبرگزاری جمهوری اسلامی.
- خبرگزاری مهر (۲۷ مرداد ۱۳۹۳). «هفته‌ای 15 لوکیشن داشتیم/ در «باب‌المراد» محتوا مهم‌تر از تکنیک بود». خبرگزاری مهر.

- Momen، Moojan (۱۹۸۷). An Introduction to Shi`i Islam: The History and Doctrines of Twelver Shi'ism. Yale University Press.
- Madelung, Wilfred (1985). "ʿAlī Al-Reżā".  In Yarshater, Ehsan (ed.). Encyclopædia Iranica (به انگلیسی). New York: Bibliotheca Persica Press.
- Donaldson، Dwight M. (۱۹۳۳). The Shi'ite Religion (A history of Islam in Persia and Irak). London: Luzac.
- Medoff, Louis (2016). "MOḤAMMAD AL-JAWĀD, ABU JAʿFAR". Encyclopædia Iranica.
- WOFIS (۱۹۸۴). Brief History of Fourteen Infallibles. Tehran: World Organization for Islamic Services (WOFIS).
- Tabatabai, Sayyid Mohammad Hosayn (1979). Shi'ite Islam (به انگلیسی). Translated by Seyyed Hossein Nasr. Suny press.
- al-Qarashi، Bāqir (۲۰۰۵). The Life of Imam Muhammad Al-Jawad. ترجمهٔ Abdullah al-Shahin. ًQum: Ansariyan Publications.
- Madelung, Wilfred (1993). "MUHAMMAD B AL-RIDA" (PDF).  In Fleet, Kate; Krämer, Gudrun; Matringe, Denis; Nawas, John; Rowson, Everett (eds.). Encyclopaedia of Islam (به انگلیسی) (3rd ed.). Brill.